# Пороїште
Поро́їште (болг. Пороище) — село в Разградській області Болгарії. Входить до складу общини Разград.

## Населення
За даними перепису населення 2011 року у селі проживали 367 осіб, з них 355 осіб (98,9%) — болгари.
Розподіл населення за віком у 2011 році:
Динаміка населення: